# Girls' Generation II ~Girls & Peace~
Albums de Girls' Generation
The Boys
(2011) I Got a Boy
(2013)
Girls' Generation II ~Girls & Peace~ est le deuxième album studio japonais du groupe sud-coréen Girls' Generation. Il arrive 3e à l'Oricon. Il se vend à 116 963 exemplaires la première semaine et reste classé pendant 3 semaines, pour un total de 153 962 exemplaires vendus.
L'album est sorti le 28 novembre 2012 au Japon. Il sort au format CD, CD+DVDA et CD+DVDB. La version disque compact + DVD-Audio contient en plus un carnet de notes avec des stickers, 9 posters de chaque membre, un photobook de 40 pages et un DVD contenant 7 clips vidéo. La version CD+DVDB contient en plus un photobook de 32 pages et un DVD contenant 4 clips vidéo.

## Liste des titres
| 1.  | FLOWER POWER           | 3:18 |
| 2.  | Animal                 | 3:08 |
| 3.  | I'm a Diamond          | 2:57 |
| 4.  | Reflection             | 3:50 |
| 5.  | Stay Girls             | 3:21 |
| 6.  | T.O.P                  | 3:38 |
| 7.  | Boomerang              | 2:50 |
| 8.  | Oh! (Japanese Version) | 3:10 |
| 9.  | ALL MY LOVE IS FOR YOU | 3:43 |
| 10. | PAPARAZZI              | 3:47 |
| 11. | Girls & Peace          | 3:27 |
| 12. | Not Alone              | 3:31 |

| 1. | PAPARAZZI(Clip Vidéo)                |  |
| 2. | ALL MY LOVE IS FOR YOU (Clip Vidéo)  |  |
| 3. | Oh! (Clip Vidéo)                     |  |
| 4. | FLOWER POWER (Clip Vidéo)            |  |
| 5. | PAPARAZZI gold ver. (Clip Vidéo)     |  |
| 6. | Oh! dance ver. (Clip Vidéo)          |  |
| 7. | FLOWER POWER dance ver. (Clip Vidéo) |  |

| 1. | PAPARAZZI(Clip Vidéo)               |  |
| 2. | ALL MY LOVE IS FOR YOU (Clip Vidéo) |  |
| 3. | Oh! (Clip Vidéo)                    |  |
| 4. | FLOWER POWER (Clip Vidéo)           |  |